# فراسيون منبجي
الفراسيون المنبجي (باللاتينية: Marrubium hierapolitanum) نوع نباتي من جنس الفراسيون يتبع الفصيلة الشفوية.

## الموئل والانتشار
موطنها بلاد الشام.